# Wayne Sandilands
Wayne Sandilands (sinh ngày 23 tháng 8 năm 1983 ở Benoni, Gauteng) là một thủ môn bóng đá người Nam Phi cho Orlando Pirates ở Premier Soccer League. Anh phải vào lưới nhặt bóng cho Mamelodi Sundowns khi Mor Diouf ghi bàn từ khoảng cách 65 mét ở phút 87 cho kình địch SuperSport United trong trận derby năm 2010.

## Danh hiệu
Mamelodi Sundowns:
- Premier Soccer League: 2013/14, 2015/16
- Cúp Nedbank: 2014/15
- Telkom Knockout: 2015
- CAF Champions League : 2016
- Siêu cúp CAF : 2017